# Каза Гварнони (Павија)
Каза Гварнони је насеље у Италији у округу Павија, региону Ломбардија.
Према процени из 2011. у насељу је живело 25 становника. Насеље се налази на надморској висини од 254 м.